# Jelko Kacin

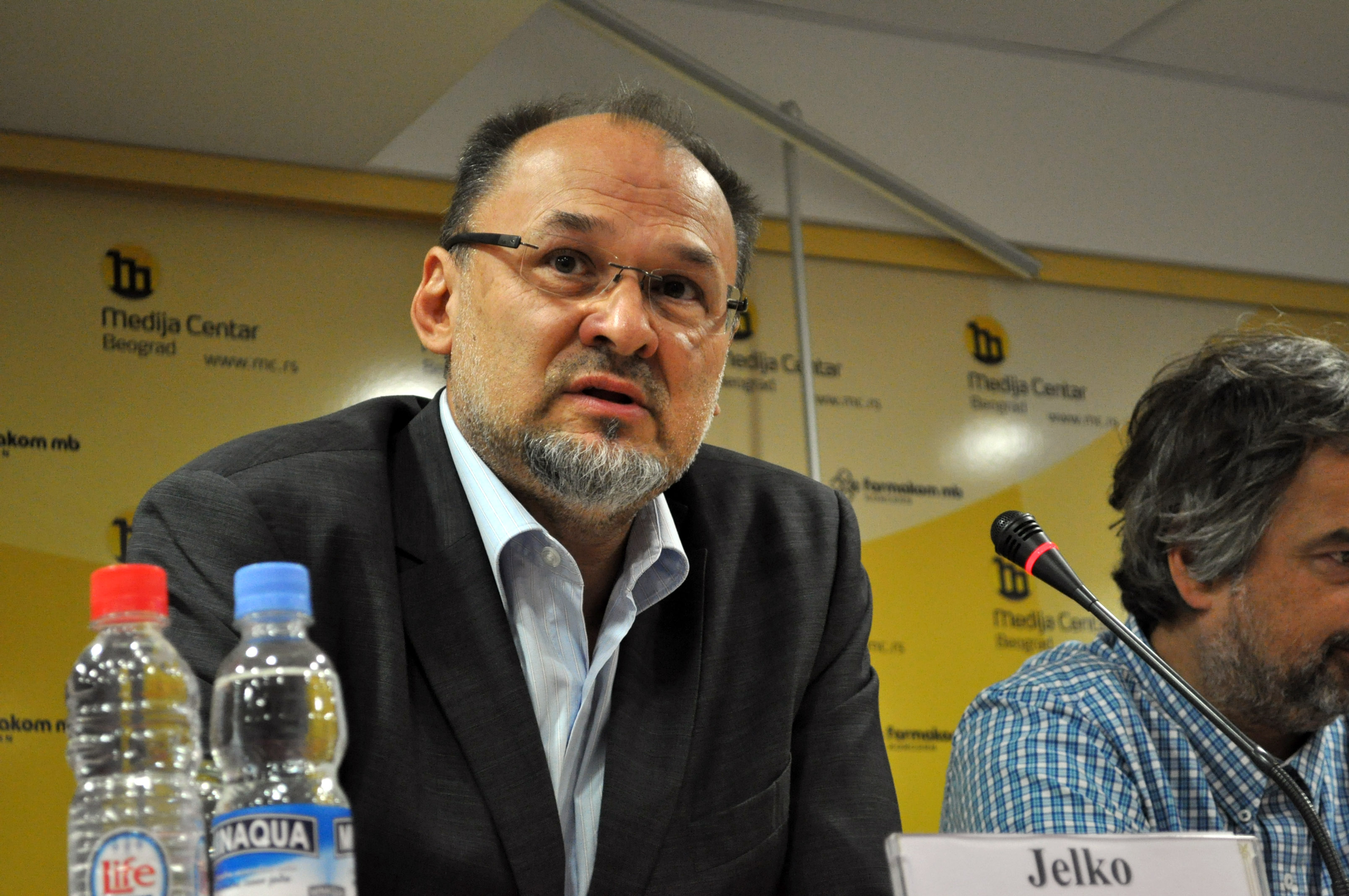
Jelko Kacin

Jelko Kacin (* 26. November 1955 in Celje) ist ein slowenischer Politiker der LDS.
Nach dem Erwerb des Diploms in Militärwissenschaften war Kacin in Kranj zunächst als Referendar der Gemeindeverwaltung, später als Berater für Verteidigungsfragen und Wehrausbildung tätig. 1988 wurde er Stabschef des kommunalen Zivilschutzes, 1993 stieg er bei Adria Karavan in Novo mesto in der Marketing-Abteilung ein.
Kacin wurde bei der LDS 2003 Vorsitzender des Regionalverbandes Oberkrain (Gorenjska) und des Ortsverbandes Kranj. Zuvor gehörte er dem Parteirat an. Er gehörte von 1998 bis 2006 dem Gemeinderat von Kranj und von 1996 bis 2004 der Staatsversammlung an. Er war ferner Mitglied der slowenischen Delegation im Europarat und der Interparlamentarischen Union. 1990 wurde er zum stellvertretenden Verteidigungsminister ernannt, 1991 zum Informationsminister. Nachdem letztes Ministerium Anfang 1993 wegfiel, wurde er zum Verteidigungsminister ernannt. 2003 wurde er Beobachter im Europäischen Parlament, seit 2004 ist er dort vollwertiges Mitglied. Dort gehörte er dem Vorstand der ALDE-Fraktion an.
Kacin ist Träger des slowenischen Freiheitsordens.

## EU-Parlamentarier
Kacin ist Stellvertretender Vorsitzender in der Delegation für die Beziehungen zu Albanien, Bosnien und Herzegowina, Serbien, Montenegro sowie Kosovo.
Mitglied ist er im Ausschuss für auswärtige Angelegenheiten und in der Delegation für die Beziehungen zur Koreanischen Halbinsel.
Stellvertreter im Ausschuss für Beschäftigung und soziale Angelegenheiten, im Ausschuss für Verkehr und Fremdenverkehr in der Delegation im Ausschuss für parlamentarische Kooperation EU-Ukraine, der Delegation für die Beziehungen zu Irak und in der Delegation in der Parlamentarischen Versammlung EURO-NEST.